# Церква Перенесення мощей святого Миколая (Свидова)
Церква Перенесення мощей святого Миколая в Свидовій — парафія і храм греко-католицької громади Улашківського деканату Бучацької єпархії Української греко-католицької церкви в селі Свидова Чортківського району Тернопільської области.

## Історія
Храм у селі Свидовій був збудований та освячений у 1843 році. До 1946 року парафія і церква належали до УГКЦ.
З 1946 по 1990 рік храм перебував у підпорядкуванні РПЦ, а в 1990 році парафія і храм знову повернулися в лоно УГКЦ. У 2003 році парафію з єпископською візитацією відвідав владика Бучацької єпархії Іриней Білик.
При парафії діють:
- Братство «Апостольство молитви».
- Марійська дружина.
- Спільнота «Матері в молитві».

## Парохи
- о. Олексій Могільницький (1925—1960);
- о. Маркіян Карачевський,
- о. Степан Щиголь;
- о. Юрій Стеблина;
- о. Євстахій Гасій;
- о. Богдан Кривий;
- о. Іван Сеньків;
- о. Дмитро Подоба (від 2002).